# كلة (كاشان)
كلة هي قرية في مقاطعة كاشان، إيران. يقدر عدد سكانها بـ 765 نسمة بحسب إحصاء 2016.